# Andrei Sidorenkov
Andrei Sidorenkov (* 12. Februar 1984 in Sillamäe, Estnische SSR) ist ein ehemaliger estnischer Fußballspieler.
In den Jahren 2002, 2003 wurde er mit dem FC Flora Tallinn estnischer Meister, mit der TJK Legion wurde er außerdem estnischer Zweitligameister 2019.